# موريس دين وينت
موريس دين وينت (بالإنجليزية: Maurice Dean Wint)‏ (من مواليد 1 مايو 1964) ممثل كندي بريطاني المولد الذي قام ببطولة العديد من الأفلام والبرامج التلفزيونية. منها فيلم مكعب عام 1997

## حياته المهنية
ولد وينت في ليسترشاير، إنجلترا، وانتقل إلى كندا في عام 1967 مع عائلته. بدأ العمل في تورونتو على المسرح. تخرج من جامعة يورك بدرجة البكالوريوس في الفنون الجميلة في الدراما.
واحدة من أدواره الأكثر شهرة هو كوينتين في فيلم الرعب الخيال العلمي المرعب مكعب . وكانت أدواره البارزة الأخرى في هيدويغ اند انغري أنشز (فيلم) و، روبوكب: تعليمات أولية، بسي فاكتور، وفيلم تيكوار و عدة مسلسلات تلفزيونية.
تشمل اعتماداته المسرحية «شجاع» ، حيث فاز بجائزة درة، وريال مكوي، وأين كابوكي، وسربنت كيلز، وتيتوس أندرونيكوس، وحصل على ترشيح لجائزة درة.
كان متزوجا من الممثل كوليت ستيفنسون.

## روابط خارجية
- موريس دين وينت على موقع IMDb (الإنجليزية)
- موريس دين وينت على موقع ميتاكريتيك (الإنجليزية)
- موريس دين وينت على موقع روتن توميتوز (الإنجليزية)
- موريس دين وينت على موقع ألو سيني (الفرنسية)
- موريس دين وينت على موقع أول موفي (الإنجليزية)
- موريس دين وينت على موقع ديسكوغز (الإنجليزية)
- موريس دين وينت على موقع قاعدة بيانات الفيلم (الإنجليزية)
- موريس دين وينت على موقع كينوبويسك (الروسية)

- موريس دين وينت في قاعدة بيانات الأفلام على الإنترنت
- الموقع الرسمي
- Northern Stars biography